# Satala (Lydien)
Satala war eine antike Stadt in der kleinasiatischen Landschaft Lydien im Westen der heutigen Türkei. Sie lag vermutlich an der Stelle des heutigen Adala an der Stelle, wo der Fluss Hermos in die Ebene von Sardes eintritt. Einige griechische Inschriften wurden dort gefunden sowie ein Fragment der lateinischen sacrae litterae, einer an mehreren Orten Kleinasiens gefundenen Inschrift über ein Reskript des Kaisers Septimius Severus zu Beförderungsprivilegien aus dem Jahr 204. In der hohen Kaiserzeit war Satala wohl keine unabhängige Polis, sondern gehörte zu Saittai.
Auf ein spätantikes Bistum der Stadt geht das Titularbistum Satala in Lydia der römisch-katholischen Kirche zurück.

## Inschriften
Corpus aller bekannten Inschriften:
- Peter Herrmann (Hrsg.):  Tituli Asiae Minoris. Band 5, 1. Österreichische Akademie der Wissenschaften, Wien 1981, ISBN 3-7001-0394-8, Nr. 604–617

Spätere Ergänzungen:
- Supplementum Epigraphicum Graecum (SEG) 44, 975 (Grabinschrift aus dem 1. Jahrhundert)
- SEG 49, 1683–1684 (zwei Grabinschriften aus den Jahren 170–180)